# 美楽駅
美楽駅（びらくえき）は香港新界屯門区にある香港軽鉄の駅である。駅番号は010、2つのホームがあり、3つの系統が発着する。駅の名称は駅近辺にある美楽花園（高層住宅）に由来する。

## 駅構造

### 概要
| ホーム (地面) | 出口A        | 美楽花園                               |
| ホーム (地面) | ▽ 片面ホーム |                                        |
| ホーム (地面) | 1番ホーム    | 軽鉄■610、■615、■615P系統 蝴蝶行き     |
| ホーム (地面) | 2番ホーム    | 未使用                                 |
| ホーム (地面) | ▽ 片面ホーム |                                        |
| ホーム (地面) | 3番ホーム    | 軽鉄■610、■615、■615P系統 屯門碼頭行き |
| ホーム (地面) | △ 片面ホーム |                                        |
|               | 出口I        | 湖翠路、蝴蝶邨                         |

### 駅周辺
- 蝴蝶邨 (高層住宅)
- 美楽花園 (高層住宅)
- 蝴蝶湾泳灘
- 蝴蝶湾公園
- 屯門公衆騎術学校

## 接続交通一覧
バス
- MTRバス (オクトパスカード利用で乗り換え無料)
  - K52 屯門駅 ↔ 龍鼓灘
  - 506 屯門碼頭 ↺ 兆麟 (循環)